# Dmitrij Kovcun
Dmitrij Mar'janovič Kovcun (in russo Дмитрий Марьянович Ковцун?, in ucraino Дмитро Мар'янович Ковцун?, Dmytro Mar"janovyč Kovcun; Muchavka, 29 settembre 1955) è un ex discobolo ucraino, fino al 1991 sovietico.

## Palmarès
| Anno | Manifestazione | Sede       | Evento           | Risultato | Misura  | Note |
| ---- | -------------- | ---------- | ---------------- | --------- | ------- | ---- |
| 1978 | Europei        | Praga      | Lancio del disco | 7º        | 61,84 m |      |
| 1982 | Europei        | Atene      | Lancio del disco | 9º        | 58,44 m |      |
| 1992 | Olimpiadi      | Barcellona | Lancio del disco | 7º        | 62,04 m |      |
| 1993 | Mondiali       | Stoccarda  | Lancio del disco | 20º       | 58,90 m |      |